# Loch Ness
Loch Ness (skotsk gælisk: Loch Nis) er en stor, dyb ferskvandssø i det skotske højland, der strækker sig omkring 37 km i sydvestlig retning fra Inverness. Søen ligger 15,8 meter over havniveau. Loch Ness er bedst kendt for at være levested for kryptidet Loch Ness-uhyret, også kendt som "Nessie". I den sydlige ende er søen forbundet med Loch Oich via floden Oich og et stykke af Caledonian Canal. I den nordlige ende giver Bona Narrows adgang til Loch Dohfour, som er forbundet til Ness som del af kanalen til Inverness. Det er en del af en række indbyrdes forbundne søer i Skotland. Sigtbarheden i søen er lav som følge af oplandets tørvejord.
Loch Ness er med et areal på 56,4 km2 den næststørste skotske loch (efter Loch Lomond), men er som følge af sin store dybde den største i volumen. Søen er op til 230 meter dyb, hvilket gør det til den næstdybeste sø i Skotland efter Loch Morar. Loch Ness rummer mere ferskvand end alle søer i England og Wales tilsammen, og er den største vandmasse på Great Glen Fault, der løber fra Inverness i nord til Fort William i syd.

## Bebyggelser
| Kyst | Bebyggelse                                                    |
| ---- | ------------------------------------------------------------- |
| Nord | - Lochend                                                     |
| Vest | - Abriachan - Drumnadrochit - Urquhart Castle - Invermoriston |
| Øst  | - Dores - Inverfarigaig - Foyers - Whitebridge                |
| Syd  | - Fort Augustus                                               |